# Куп Црне Горе у фудбалу 2008/09.
Такмичење за трећи Куп Црне Горе у фудбалу 2008/09 у организацији Фудбалског савеза Црне Горе почео је 17. септембра 2008. утакмицама шеснаестине финала Купа.

## Систем такмичења
У завршном делу талмичења за Куп Црне Горе учествује 30 екипа и то:
12 клубова Прве лиге Црне Горе у такмичарској сезони 2008/09,
12 клубова Друге лиге Црне Горе у такмичарској сезони 2008/09,
финалисти Купа Јужне, Средње и Северне регије за сезону 2007/08.
Финалисти Купа Црне Горе за 2007/08. Будућност и Могрен су слободни у шеснаестини финала Купа
Утакмице шеснаестине финала играју се по једноструком Куп систему.(једна утакмица)
Утакмице осмине финала, четвртфинала и полуфинала играју се по двеструком Куп систему (две утакмице).
Финална утакмица се игра по једноструком Куп систаму на Градском стадиону у Подгорици.
У случају нерешеног резултата код утакмица које се играју по једноструком куп систему у шеснаестини финала, одмах се изводе једанаестерци, а код финалне утакмице прво се играју два породужетка по 15 минута, па ако резултат и после тога остане нерешен изводе се једанаестерци.
Победник на утакмицма осмине финала, четвртфинала и полуфинала је екипа која је на обе утакмице дала више голова. Ако су екипе постигле исти број голова победник је екипа која је дала више голова у гостима У случају да је на обе утакмице постигнут истоветан резултат, победник се добија извођењем једанаестераца.
Победник Купа се пласира у друго коло квалификација за УЕФА Лига Европе 2009/10.

## Парови и резултати
Утакмице су игране 17. септембра у 15 часова.

### Шеснаестина финала
| Утак. | Клуб, Место            | Резултат         | Клуб, Место               |
| ----- | ---------------------- | ---------------- | ------------------------- |
| 1     | Бокељ, Котор           | 0 : 1            | Рудар, Пљевља             |
| 2.    | Језеро Плав            | 2 : 0            | Братство Цијевна          |
| 3.    | Забјело, Забјело       | 0 : 4            | Зета, Голубовци Подгорица |
| 4.    | Зора, Спуж             | 0 : 2            | Дечић, Тузи               |
| 5.    | Блу стар,              | 0 : 0 пенали 2-4 | Сутјеска, Никшић          |
| 6.    | Ком Подгорица          | 3 : 1            | Арсенал, Тиват            |
| 7.    | Беране, Беране         | 1 : 1 пенали 5-6 | Ловћен Цетиње             |
| 8.    | Пљевља 1997, Пљевља    | 0 : 1            | Петровац, Петровац        |
| 9.    | Јединство, Бијело Поље | 3 : 0)           | Челок, Никшић             |
| 10.   | Слога, Бар             | 0 : 2            | Отрант, Улцињ             |
| 11.   | Цетиње                 | 1 : 0            | Ибар, Рожаје              |
| 12.   | Рибница, Коник         | 0 : 2            | Морнар, Бар               |
| 13.   | Младост, Подгорица     | 1 : 0            | Грбаљ, Радановићи         |
| 14.   | Напредак,              | 0 : 3            | Црвена Стијена, Толоши    |

## Осмина финала
Утакмимице се играју 22. октобра и 5. новембра
| Утак. | Клуб, Место                | Укупан резултат | Клуб, Место            | 1. утак. - | 2. утак. - |
| ----- | -------------------------- | --------------- | ---------------------- | ---------- | ---------- |
| 1     | Ловћен Цетиње              | 3:1             | Језеро Плав            | 2 : 0      | 1:1        |
| 2.    | Будућност, Подгорица       | 6:0             | Дечић, Тузи            | 4:0        | 2:0        |
| 3.    | Петровац, Петровац на Мору | 5:0             | Отрант, Улцињ          | 2:0        | 3:0        |
| 4.    | Рудар, Пљевља              | 3:1             | Младост, Подгорица     | 2:1        | 1:1        |
| 5.    | Морнар, Бар                | 2:1             | Ком Подгорица          | 2:0        | 0:1        |
| 6.    | Зета, Голубовци            | 2:4             | Јединство, Бијело Поље | 2:2        | 0:2        |
| 7.    | Цетиње                     | 0:2             | Сутјеска, Никшић       | 0:0        | 0:2        |
| 8.    | Црвена Стијена, Толоши     | 0:5             | Могрен, Будва          | 0:2        | 0:3        |

## Четвртфинале
Утакмимице се играју 26. новембра и 10. децембра
| Утак. | Клуб, Место            | Укупан резултат | Клуб, Место                | 1. утак. - | 2. утак. - |
| ----- | ---------------------- | --------------- | -------------------------- | ---------- | ---------- |
| 1     | Могрен, Будва          | 1:3             | Петровац, Петровац на Мору | 1:2        | 0:1        |
| 2.    | Будућност, Подгорица   | 3:1             | Морнар, Бар                | 3:1        | 0:0        |
| 3.    | Сутјеска, Никшић       | 1:1 пенали 3:4  | Ловћен Цетиње              | 1:0        | 0:1        |
| 4.    | Јединство, Бијело Поље | 0:6             | Рудар, Пљевља              | 0:1        | 0:5        |

## Полуфинале
Утакмимице се играју 15. април и 29. април
| Утак. | Клуб, Место          | Укупан резултат | Клуб, Место                | 1. утак. - | 2. утак. - |
| ----- | -------------------- | --------------- | -------------------------- | ---------- | ---------- |
| 1.    | Будућност, Подгорица | 2:2             | Ловћен Цетиње              | 1:2        | 1:0        |
| 2.    | Рудар, Пљевља        | 0:0 пенали 3:5  | Петровац, Петровац на Мору | 0:0        | 0:0        |

## Финале
13. мај
| Утак. | Клуб, Место   | Резултат  | Клуб, Место                |
| ----- | ------------- | --------- | -------------------------- |
| 1     | Ловћен Цетиње | 0:1 прод. | Петровац, Петровац на Мору |

| Победник Купа Црне Горе у фудбалу 2008/09. |
| ------------------------------------------ |
| ОФК Петровац 1. титула                     |

| Домаћи клуб                               | Резултат | Гостујући клуб |
| ----------------------------------------- | --- | --- |
| Ловћен Цетиње                             | 0—1 продужеци | Петровац Петровац на Мору |
| Датум                                     | 13. мај, 2009. | 13. мај, 2009. |
| Стадион                                   | Стадион под Горицом, Подгорица | Стадион под Горицом, Подгорица |
| Гледалаца                                 | 4.000 | 4.000 |
| Судија                                    | Павле Радовановић (Подгорица) | Павле Радовановић (Подгорица) |
| ФК Ловћен (тренер:)                       | Драшковић, Ћетковић, Поповић, Татар, Николић (од 64‘ Ђуровић, Адровић, Мештар, Недовић (од 46‘ Станојевић), Милан Радовић, Миљан Радовић, Јаблан                    | Драшковић, Ћетковић, Поповић, Татар, Николић (од 64‘ Ђуровић, Адровић, Мештар, Недовић (од 46‘ Станојевић), Милан Радовић, Миљан Радовић, Јаблан                    |
| ОФК Петровац (тренер: Радован Гардашевић) | Браић, Поповић, Мрваљевић, Микијељ (од 96‘ Бојовић), Јакић, Обрадовић, Лопичић, Граовац, Драгичевић (од 120‘ Ковачевић), Дивановић, Копуновић (од 78‘ Лука Ротковић | Браић, Поповић, Мрваљевић, Микијељ (од 96‘ Бојовић), Јакић, Обрадовић, Лопичић, Граовац, Драгичевић (од 120‘ Ковачевић), Дивановић, Копуновић (од 78‘ Лука Ротковић |
| Стрелци                                   | 0-1 Ротковић 118' | 0-1 Ротковић 118' |